# Ornäs
Ornäs är en tätort i Borlänge kommun längs E 16/riksväg 50 vid Ösjön, en del av Runn. Avståndet till Borlänge är 8 kilometer och till Falun 12 kilometer.
I Ornäs finns en skola från förskoleklass upp till årskurs 9. Ornässtugan och Ornäsbjörk återfinns här. Simmaren Lars Frölander kommer härifrån.

## Befolkningsutveckling
| Befolkningsutvecklingen i Ornäs 1950–2020 | Befolkningsutvecklingen i Ornäs 1950–2020 | Befolkningsutvecklingen i Ornäs 1950–2020 | Befolkningsutvecklingen i Ornäs 1950–2020 | Befolkningsutvecklingen i Ornäs 1950–2020 |
| ----------------------------------------- | ----------------------------------------- | ----------------------------------------- | ----------------------------------------- | ----------------------------------------- |
|                                           |                                           |                                           |                                           |                                           |
| År                                        |                                           |                                           | Folkmängd                                 | Areal (ha)                                |
| 1950                                      | 1950                                      |                                           | 505                                       |                                           |
| 1960                                      | 1960                                      |                                           | 439                                       |                                           |
| 1965                                      | 1965                                      |                                           | 457                                       |                                           |
| 1970                                      | 1970                                      |                                           | 537                                       |                                           |
| 1975                                      | 1975                                      |                                           | 575                                       |                                           |
| 1980                                      | 1980                                      |                                           | 670                                       |                                           |
| 1990                                      | 1990                                      |                                           | 953                                       | 92                                        |
| 1995                                      | 1995                                      |                                           | 1 175                                     | 95                                        |
| 2000                                      | 2000                                      |                                           | 1 113                                     | 95                                        |
| 2005                                      | 2005                                      |                                           | 1 094                                     | 95                                        |
| 2010                                      | 2010                                      |                                           | 1 068                                     | 95                                        |
| 2015                                      | 2015                                      |                                           | 1 084                                     | 123                                       |
| 2020                                      | 2020                                      |                                           | 1 082                                     | 125                                       |
|                                           |                                           |                                           |                                           |                                           |

## Kommunikationer
Bergslagsbanan går rakt igenom Ornäs, men inga tåg stannar där. Stationshuset byggt 1879 förklarades 2018 som statligt byggnadsminne.
E 16/Riksväg 50 går väster om Ornäs. Till/Från Borlänge finns det bara en avfart till Ornäs (Trafikplats Ornäs, strax väster om samhället), men till/från Falun finns det även en avfart norr om Ornäs.
Övriga vägar som går genom Ornäs är vägar mot Aspeboda, Torsång, Alsbäck, Domnarvet och Storsund.
Cykellederna Sverigeleden och Runnleden korsas i Ornäs.